# Deutsche Badmintonmeisterschaft 1985
Die Deutsche Badmintonmeisterschaft 1985 fand vom 1. bis zum 3. Februar 1985 in Berlin statt.

## Medaillengewinner
| Disziplin    | Gold                                                                | Silber                                                                            | Bronze                                                                    |
| ------------ | ------------------------------------------------------------------- | --------------------------------------------------------------------------------- | ------------------------------------------------------------------------- |
| Herreneinzel | Thomas Künstler (TV Mainz-Zahlbach)                                 | Harald Klauer (1. DBC Bonn)                                                       | Jürgen Gebhardt (TV Mainz-Zahlbach)                                       |
| Herreneinzel | Thomas Künstler (TV Mainz-Zahlbach)                                 | Harald Klauer (1. DBC Bonn)                                                       | Volker Renzelmann (VfL Wolfsburg)                                         |
| Dameneinzel  | Kirsten Schmieder (OSC 04 Rheinhausen)                              | Katrin Schmidt (TuS Wiebelskirchen)                                               | Heidi Krickhaus (STC Blau-Weiß Solingen)                                  |
| Dameneinzel  | Kirsten Schmieder (OSC 04 Rheinhausen)                              | Katrin Schmidt (TuS Wiebelskirchen)                                               | Eva-Maria Zwiebler (1. BC Beuel)                                          |
| Herrendoppel | Thomas Künstler (TV Mainz-Zahlbach) Stefan Frey (TV Mainz-Zahlbach) | Roland Maywald (1. BC Beuel) Karl-Heinz Zwiebler (1. BC Beuel)                    | Ralf Rausch (FC Bayer 05 Uerdingen) Guido Schänzler (TTC Brauweiler 1948) |
| Herrendoppel | Thomas Künstler (TV Mainz-Zahlbach) Stefan Frey (TV Mainz-Zahlbach) | Roland Maywald (1. BC Beuel) Karl-Heinz Zwiebler (1. BC Beuel)                    | Joachim Schulz (OSC 04 Rheinhausen) Rolf Heyer (OSC 04 Rheinhausen)       |
| Damendoppel  | Mechtild Hagemann (TV Mainz-Zahlbach) Cathrin Hoppe (VfL Wolfsburg) | Kirsten Schmieder (OSC 04 Rheinhausen) Petra Dieris-Wierichs (OSC 04 Rheinhausen) | Anne-Katrin Seid (SSV Ulm 1846) Elke Drews (BC Lörrach-Brombach)          |
| Damendoppel  | Mechtild Hagemann (TV Mainz-Zahlbach) Cathrin Hoppe (VfL Wolfsburg) | Kirsten Schmieder (OSC 04 Rheinhausen) Petra Dieris-Wierichs (OSC 04 Rheinhausen) | Christiane Ruß (STC Blau-Weiß Solingen) Vera Martini (TuS Wiebelskirchen) |
| Mixed        | Harald Klauer (1. DBC Bonn) Kirsten Schmieder (OSC 04 Rheinhausen)  | Stefan Frey (TV Mainz-Zahlbach) Mechtild Hagemann (TV Mainz-Zahlbach)             | Volker Eiber (LZ Saar) Katrin Schmidt (TuS Wiebelskirchen)                |
| Mixed        | Harald Klauer (1. DBC Bonn) Kirsten Schmieder (OSC 04 Rheinhausen)  | Stefan Frey (TV Mainz-Zahlbach) Mechtild Hagemann (TV Mainz-Zahlbach)             | Georg Simon (TuS Wiebelskirchen) Vera Martini (TuS Wiebelskirchen)        |